# ピプキン

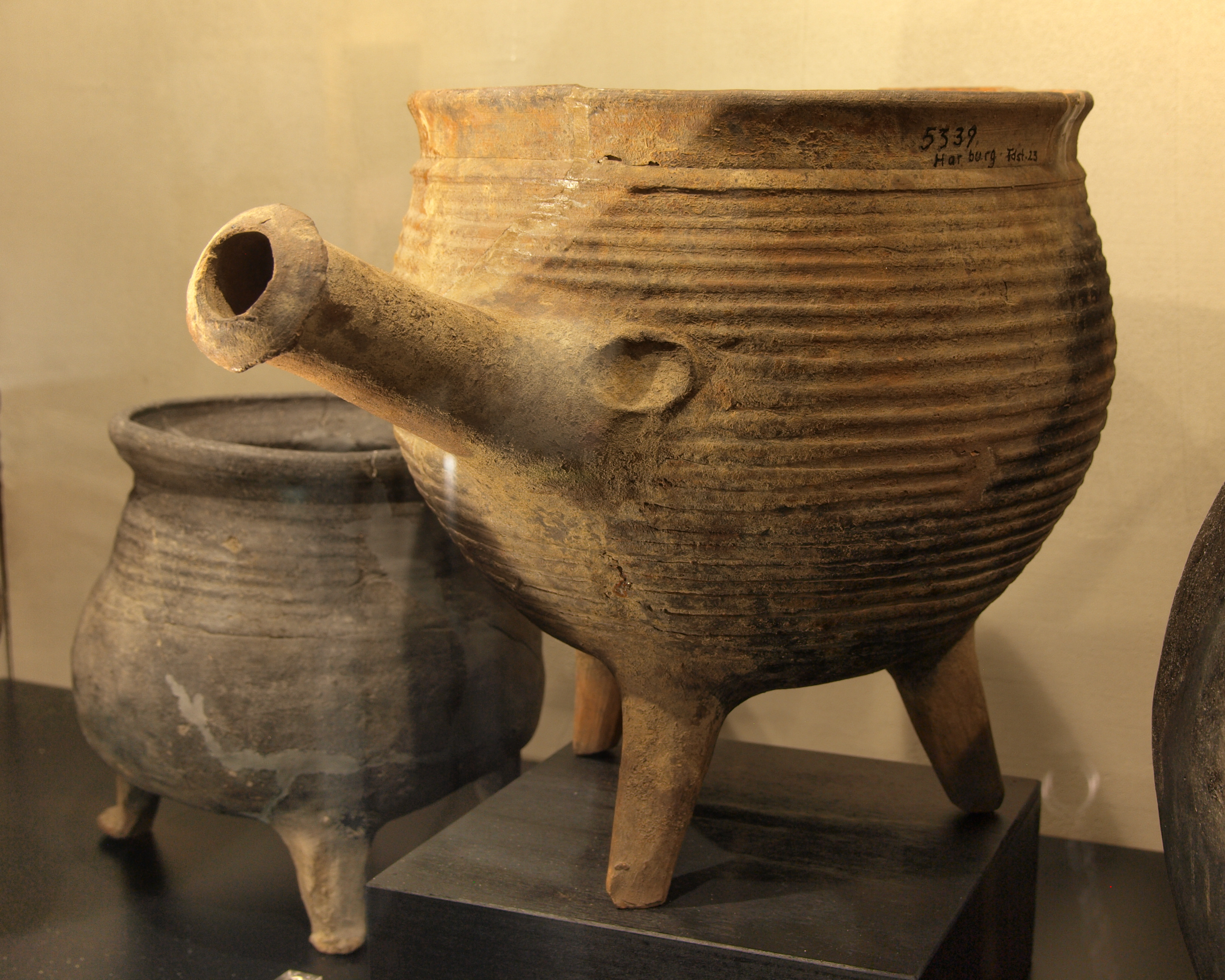
ドイツのハンブルクで見つかった中世（1200-1400年）のピプキン

ピプキン(Pipkin)は、調理に用いる土器製の調理器具である、石炭や焚火で直接加熱する。持ち手があり、全てではないが多くは3本の脚を持つ。中世末期や中世後のピプキンは、持ち手が空洞になっており、操作のために棒を挿入することができる。釉薬のないもの、完全に釉薬をかけたもの、内部にだけ釉薬をかけたものがある。
多くの場合、回転楕円体だが、側面はまっすぐ外側に傾斜している。ふたや注ぎ口を持つものもある。

## 紋章学
ピプキンまたは三本足の鍋は、紋章学のチャージに用いられる。特にブランデンブルク、ポメラニア、東プロイセンの紋章では一般的に見られる。
ドイツのvon Grape家のカンティングアームに用いられている。

エストルフ (シュターデ郡)
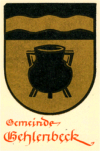
ゲーレンベック
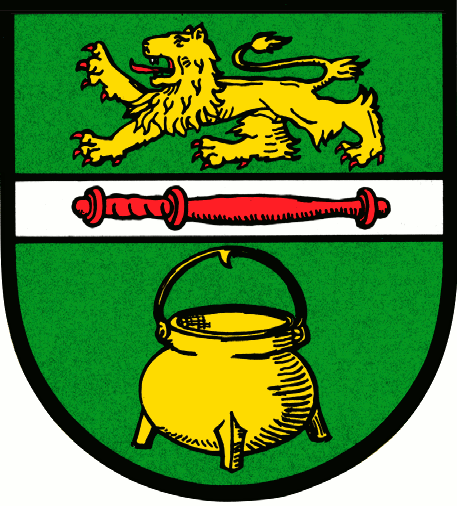
Samtgemeinde Wathlingen
ワトリンゲン